# Carl von Lüninck
Carl Theodor Franz Freiherr von Lüninck (* 11. März 1794 in Ostwig (Stadt Bestwig); † 12. September 1872 ebenda) war ein deutscher Gutsbesitzer, Mitglied der Landstände des Fürstentums Waldeck und Bürgermeister von Bestwig.

## Leben

### Herkunft und Familie
Carl von Lüninck entstammte dem rheinisch-westfälischen Adelsgeschlecht Lüninck und wurde als Sohn des Kurkölnischen Kammerherrn Johann Theodor Franz von Lüninck (1749–1814) und dessen Ehefrau Josephine von Schade (1762–1827) geboren. Er war der Neffe des münsterischen Bischofs Ferdinand von Lüninck (1755–1825).
Am 23. September 1819 heiratete Carl die Freiin Philippina Clementia von Schade (1790–1840, Stiftsdame in Stift Geseke, Schwester des Landrats Maximilian von Schade). Aus der Ehe ging der Sohn Ferdinand (1818–1875, ⚭ Gräfin Marie von Wiser-Siegelsbach) hervor. Dessen Enkelkinder Ferdinand und Hermann waren am Widerstand gegen das NS-Regime beteiligt.

### Wirken
Carl von Lüninck übernahm die elterlichen Güter Ostwig, Borg und Meineringhausen und stand als Rittmeister im Dienste des Preußischen Königs. Er engagierte sich in der Kommunalpolitik und wurde Bürgermeister der Gemeinde Bestwig und übte dieses Amt zeitweise auch in der Stadt und Amt Eversberg aus.
Vom 21. März 1825 bis zum 14. Juni 1848 war er als Vertreter der Ritterschaft Mitglied der Landstände des Fürstentums Waldeck.

## Sonstiges
Die Familie von Lüninck wurde durch den Preußischen König am 6. Februar 1845 in den Freiherrenstand erhoben.